# Antonio Di Pietro
Pour les articles homonymes, voir Di Pietro.
Antonio Di Pietro (né le 2 octobre 1950 à Montenero di Bisaccia, Molise) est un ancien magistrat et un homme politique italien. Il est le fondateur du mouvement politique Italie des valeurs.

## Biographie
Antonio Di Pietro est un ancien magistrat qui a lutté contre la corruption politique italienne (opération Mains propres).
Il a fondé, en 2000, le parti Italie des valeurs, membre du parti européen des libéraux, démocrates et réformateurs.
Il a été allié électoralement avec les partis de centre-gauche, d'abord dans la coalition dite de L'Olivier, ensuite dans celle de L'Union.
Il est député européen de 1999 à 2006. Il est également sénateur.
Le 17 mai 2006, Antonio Di Pietro est nommé ministre des Infrastructures au sein du gouvernement Romano Prodi II et conserve ce poste jusqu'aux élections de 2008, qui voient l'arrivée au pouvoir de la coalition menée par Silvio Berlusconi. Il est l'un des rares à demander la démission de Berlusconi en octobre 2009, après que la Cour constitutionnelle a invalidé la loi Alfano accordant l'immunité pénale aux plus hauts personnages de l'État.
Il perd son siège de parlementaire lors des élections générales de 2013.